# Jak można najszybciej urosnąć
Jak można najszybciej urosnąć (ros. Как стать большим) – radziecki krótkometrażowy film lalkowy z 1967 roku w reżyserii Władimira Diegtiariowa. O kotku, który chciał szybko urosnąć.

## Obsada (głosy)
- Rina Zielona jako Kotek
- Kłara Rumianowa jako Zajączek
- Gieorgij Wicyn
- Marija Winogradowa